# Turinsk
Turinsk (en ruso: Туринск) es una ciudad del óblast de Sverdlovsk, Rusia, ubicada en la zona central de los montes Urales, a la orilla derecha del curso medio del río Turá —afluente del Tobol que es afluente del Irtish y este a su vez lo es del Obi—, entre Verjoturie y Tiumén,y a 250 km al noreste de Ekaterimburgo, la capital del óblast. Su población en el año 2010 era de 8800 habitantes.

## Historia

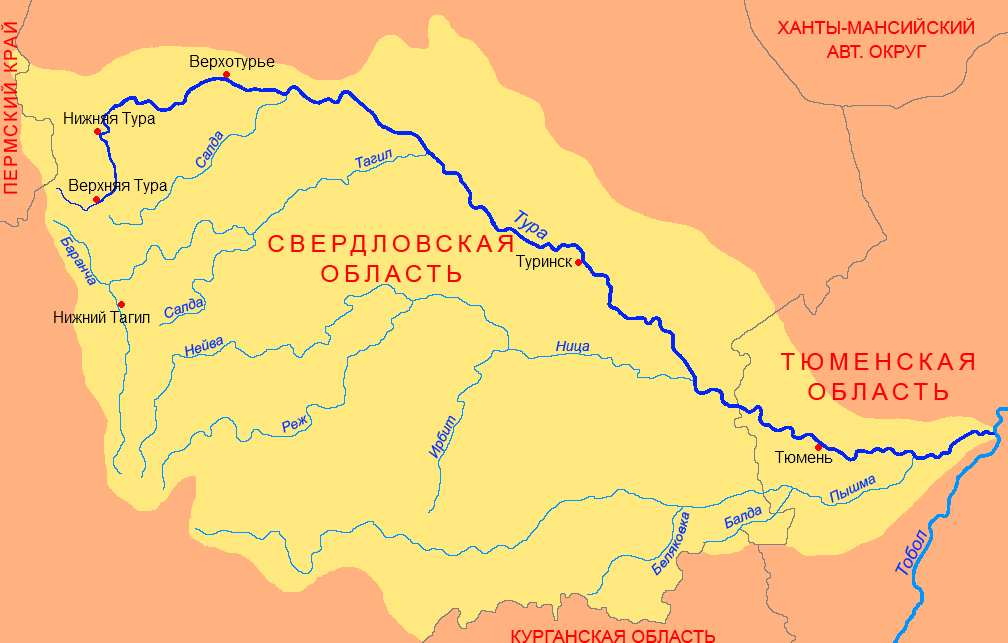
Turinsk (Туринск) en un mapa del río Turá

Se fundó en 1600, en el lugar donde se asentaba la antigua ciudad de Yepanchin, que fue arrasada por el líder popular y atamán cosaco Yermak Timoféyevich en 1581.